# 陳幸婉
陳幸婉（1951年—2004年），臺灣臺中人，現代藝術家。其父為臺灣雕塑家陳夏雨，使她從小接觸藝術環境。後因興趣，在母親與父親舊友李梅樹支持下就讀國立臺灣藝術專科學校（現國立臺灣藝術大學）美術科西畫組。1972年畢業後曾短暫任教職，後辭職投入創作。1981年師從李仲生，將自動性技法用於複合媒材繪畫中，為創作生涯轉捩點，後期作品由鮮明淺色系轉為厚重、沉穩色調，並加入紗網、麻布等布料與現成物結合水墨創作。

## 生平
1972年國立藝專畢業後，陳幸婉曾先後任教於台北縣（現新北市）三芝國中、臺中市西苑國中、梧棲國中，期間並與同為藝專同學且同為藝術家之程延平結婚，直至1979年辭去教職專心創作，並以兒童美術教育為業。1981年入李仲生門下學習，受其觀念啟發，將自動性技法用於複合媒材繪畫中，為其創作生涯之重要轉捩點。1984年獲臺北市立美術館首屆新展望獎與抽象繪畫第三獎，於臺灣現代藝術圈獲得獎項肯定。1985年後因創作不停往返於臺灣與各國間。1992年取得法國十年居留權並於巴黎定居，於1996年與程延平離婚，2004年因乳癌逝於法國。

## 藝術創作
1972年陳幸婉畢業後開始進入抽象藝術領域，運用油漆為媒材進行大面積色塊創作，色彩簡單而強烈，惟未留下太多作品。
1970年至1984年間嘗試複合媒材創作，主要為大面積著色，以塊面堆砌成主要畫面；或著重色彩堆疊間及筆觸表現:49。
1981年拜入李仲生門下，開始嘗試自動性技法，改以壓克力顏料創作，加入木條、布條等媒材，以及石膏與裱貼技法創作，並有大尺幅的創作。她1984年創作〈作品8419〉 以半自動技法，使用壓克力顏料、木條、報紙裱貼、石膏、畫布裱木板等媒材。
1985年至1989年間作品由鮮明淺色系轉為厚重、沉穩色調，並加入紗網、麻布等布料:74；1990年至2004年間嘗試納入水墨畫創作方式:90，1993年之後主要創作以紅、黑或白色為主調，色彩更加單純。其中1993年〈紅色風景〉即為紅色與黑色綜合媒材創作之一，1995年〈戰爭與和平No. 2〉則是將此二主色調布料加工後的代表作之一。2000年前後，依自身感受創作了系列水墨，例如2000年〈夢、希望、死亡〉。

## 展覽紀錄
早在1975年，陳幸婉即與臺灣青年畫家陳世興等人組成「夏畫會」，於臺北省立博物館進行聯展:177-178，1984年後陳幸婉開始積極投入國內外各項個展及聯展活動，並多次獲得現代藝術獎項的肯定。
1984年，陳幸婉的首次個展於臺北「一畫廊」舉辦，同年參加臺北春之藝廊「異度空間」展，為臺灣第一次的裝置藝術展，1985年陳幸婉至法國遊學，期間所見所聞讓她對歐洲新表現主義印象深刻，因此1987年返臺後創作，於臺北龍門畫廊及臺灣省立美術館舉辦個展，1990年陳幸婉參加國際藝術家交換計畫至瑞士巴賽爾藝術家工作室，開始用水墨媒材進行創作試驗，隔年於埃及開羅Masharbia畫廊展出水墨作品，1992年因取得法國藝術家十年居留證，開始長年於巴黎、臺灣兩地來回奔波，在創作畫面上捨去畫框，突破規則性邊界。1995年陳幸婉接觸二戰時期的資料，心有感觸而創作〈戰爭與和平〉系列作品。1996年於埃及沙漠旅行中拍攝腐化乾枯動物遺骸的一系列作品，隔年於臺北市立美術館舉辦個展「從原型的探求到大地之歌」。1999年應邀德國法蘭克福「Gierig畫廊」參與〈中國當代藝術聯展〉聯展。2001年陳幸婉因罹患眼疾虹彩炎，開始修練法輪功，創作風格從繁複走向簡約，同年於臺中「清水科元藝術中心」舉辦「光雕時光」個展，隔年展出水墨作品:177-178，此後因身體狀況，創作量逐漸減少。

## 得獎紀錄
陳幸婉就讀藝專時期都沒有參加比賽，因為當時的全省美展、臺陽美展等傳統大型美術比賽，抽象畫非主流繪畫。:41
1984年以作品〈8411〉獲得首屆的臺北市立美術館新展望獎，該比賽為臺北市立美術館主辦，新展望獎以推動臺灣現代與當代藝術發展為重點。:20-21同年她也獲臺北市立美術館首屆抽象繪畫第三獎。獲得獎項對陳幸婉來說是很大的鼓勵，開啟後來赴法國遊學的動機。
1989年陳幸婉獲得李仲生基金會舉辦的首屆「李仲生基金會現代繪畫獎」創作獎。
| 年份 | 獎項名稱                                         |
| ---- | ------------------------------------------------ |
| 1984 | 臺北市立美術館首屆新展望獎                       |
| 1984 | 臺北市立美館首屆抽象繪畫第三獎                   |
| 1989 | 李仲生現代繪畫創作獎                             |
| 1991 | 教育部甄選赴巴黎國際藝術村創作一年               |
| 1995 | 文建基金會甄選赴美國舊金山海德蘭藝術中心創作半年 |